# ریشه‌شناسی
ریشه‌شناسی یا

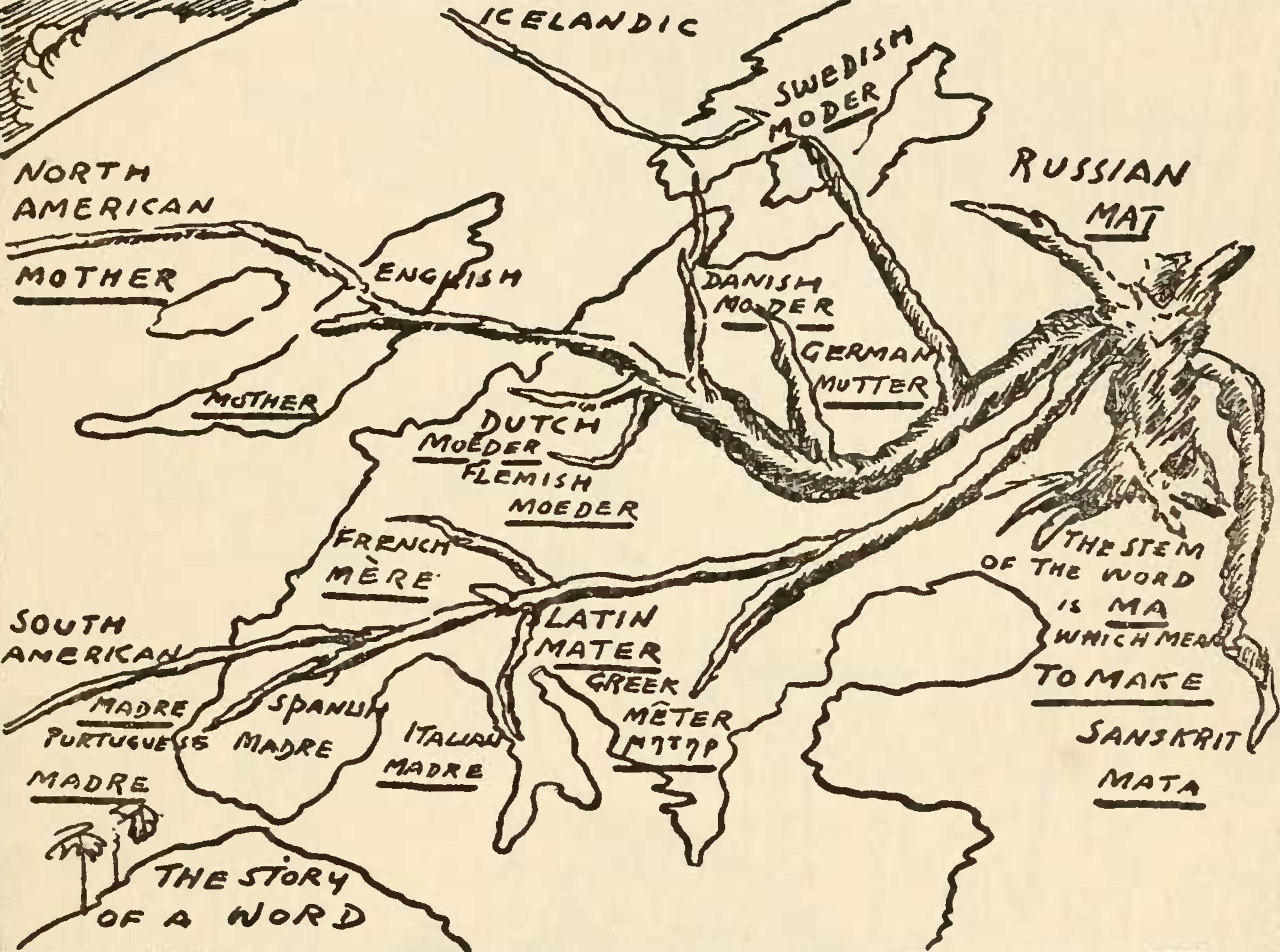
تحول تاریخی پیشنهاد شده برای واژهٔ مادر توسط هندریک ویلن فان لون

اِتیمولوژی (به انگلیسی: Etymology)، علم مطالعهٔ تاریخی واژه‌ها و بررسی تحول شکل واژه‌ها است. مسائلی مانند اینکه چه موقع وارد زبانی شده‌اند، از چه منبعی وارد شده‌اند و این که در طول زمان چه تغییری در ساختار و معنای آن‌ها ایجاد شده است، در این حیطه بررسی می‌شود. در زبان فارسی به آن واژه‌پژوهی، علم اشتِقاق لُغات نیز می‌گویند و به کسی که در این زمینه پژوهش می‌کند و توانایی بالایی دارد ریشه‌شناس می‌گویند.
پیش از سدهٔ نوزدهم، به‌ویژه پیش از ظهور نودستوریان، اشتقاق به معنای شناخت اصل و تاریخ لغت، بر اساس درستی استوار نبوده و اگر هم اشتقاقات درستی احیاناً در نوشته‌های پیشینیان آن‌ها آمده است کمتر چنین بوده که از مقدمات درست به نتایج درست رسیده باشد. به عبارت دیگر، غالب اشتقاقات آنان را باید اشتقاق عامیانه به‌شمار آورد. با شناخت تحولات تاریخی آواها و اساساً با شناخت چگونگی تحول زبان‌ها و روابط میان آن‌ها و جمع آوردن متون و منابع مختلف از زبان‌ها و لهجه‌های مختلف، کار ریشه‌شناسی پیشرفت‌های بسیاری کرده است. به تبع این، راه برای ریشه‌شناسی‌های شبه‌علمی هم باز شده؛ ریشه‌شناسی‌هایی که ظاهراً بر اصول درست آواشناختی و معناشناختی استوارند، ولی در واقع اشتقاقات غلطی هستند که در پشت ظاهر علمی پنهان‌اند. این ریشه‌شناسی‌ها را می‌توان شبه‌ریشه‌شناسی نامید.

## تاریخچه
علمای قدیم در نوشته‌های خود گاهی با ذکر «وجه تسمیه» و «وجه اشتقاق» به شرح واژه‌ها می‌پرداختند. مقصود علمای قدیم از وجه تسمیه و وجه اشتقاق ریشه‌شناسی بوده است. در لغتنامه دهخدا به نقل از تعریفات جرجانی آمده: «بیرون آوردن کلمه‌ای از کلمهٔ دیگر به شرط آنکه در معنی و ترکیب با هم مناسب و در صیغه مغایر باشند.»
با این تعریف اشتقاق را می‌توان معادل «Derivation» دانست و یکی از انواع واژه‌سازی خواهد بود که خود یکی از ساز و کارهای مورد مطالعه تئوری ریشه‌شناختی است. پایهٔ علم ریشه‌شناسی جدید را «ویلیام جونز»، قاضی انگلیسی، پایه گذاشته است. وی در سال ۱۷۸۶ در برابر انجمن آسیایی کلکته خطابه‌ای ایراد کرد که در آن زبان‌های لاتینی و یونانی و سنسکریت و فارسی را از یک اصل دانست و خاستگاه آن را خانوادهٔ زبانی هندو-اروپایی اعلام کرد. در مورد خاستگاه خانوادهٔ زبانی هندو-اروپایی چند فرضیهٔ رقیب وجود دارد.
یکی از این دیدگاه‌ها ریشهٔ این خانوادهٔ زبانی را به ۶٬۰۰۰ سال پیش و استپ‌های کاسپی پونتی را فرض می‌کند. دیدگاه دیگر ادعا می‌کند ریشهٔ این خانوادهٔ زبانی به ۸٬۰۰۰ تا ۹٬۵۰۰ سال پیش و به منطقهٔ آناتولی تعلق دارد که با گسترش کشاورزی از هلال حاصلخیز این زبان نیز در گسترش یافت. دیگر دیدگاه‌ها این خاستگاه را ایران، ارمنستان و قفقاز جنوبی، شمال غربی هند و پاکستان و بالکان می‌دانند.
از این زمان عده‌ای از دانشمندان در منشأ زبان‌ها و ارتباط آن‌ها با یکدیگر به پژوهش پرداختند. ماکس مولر آلمانی در این زمینه کارهای وسیعی ارائه کرده است، فریدریش ماکس مولر (به آلمانی: Friedrich Max Müller) (زادهٔ ۶ دسامبر ۱۸۲۳ - مرگ ۲۸ اکتبر ۱۹۰۰) زبان‌شناس و خاورشناس آلمانی بود. او یکی از پایه‌ریزان هندشناسی و پژوهش‌های تطبیقی و سنجشی آیین‌ها در دانشگاه‌های غربی بود. او اثرهای پژوهشی و عمومی‌ای در زمینهٔ هندشناسی دارد و کتاب‌های روحانی خاور که در پنجاه جلد با راهبری او نوشته‌شد از یادبودهای پژوهشی عصر ویکتوریایی انگلستان است. وی می‌نویسد به دلیل ریشه نیاکانی یکسان زبان‌های آریایی می‌توان ریشه واژه‌ای واژه‌های رایج امروز این زبان‌ها را ردیابی کرد.
برای نمونه: پدرخدای هندواروپایی به نام‌های گوناگون: زئوس، ژوپیتر، دیائوس پیتا، دوا، وجود دارد. از دید مولر همهٔ این نام‌ها به یک نام می‌رسید: دیائوس؛ که از آن هم معنای درخشندگی یا درخشان برمی‌آید؛ که همگی از ساختار نخستین دئوس‌پاتر جدا شده‌اند و تشبیهات و کنایه‌ها (درخشندگی یا درخشان) دارای شخصیت و جاندار می‌شوند. در مورد منشأ مشترک ریشه‌شناسی واژه‌های زبان‌های آریایی مثال‌های متعددی وجود دارد که به چند مورد اشاره می‌شود:
مثال۱- واژ ه (واژ=واگ=گقتن و حرف زدن) با (VOICE) و (VOC :VOCAL) مشترک است و در این زبان‌ها برای گفتگو و صحبت و حرف زدن به کار می‌رود.
مثال۲ - واژه زرگون به زبان انگلیسی رفته و زیرکونیوم (ZIRCONIUM) شده است. همچنین در مقاله آریایی‌ها آمده است که: آنان (آریایی‌ها) برای شخم زدن، گاوها را به یوغ (اوستایی: یَوگ، (به هم بستن)، سنسکریت: یوگا) می‌بستند. ویکی‌پدیا همچنین واژه‌های یوگاYOKE, Yoga که واژهای، ژیگول، ژیگولو، ژوگولار، از همین ریشه است و بسیاری از واژه‌های دیگر.
یکی از نتایج پژوهش‌های ریشه‌شناسی این بود که در پنج هزار سال پیش از میلاد مسیح قومی زندگی می‌کرده‌اند که بعدها به سرزمین‌هایی از هند تا اروپا مهاجرت کرده‌اند. زبان این قوم و خود این قوم با نامهای گوناگونی مانند سکایی، هندوژرمنی، هند و اروپایی، هندوکلتی، آرا اروپایی، یافثی، هندی توتی و سانسکریتی نامیده شد.
در مورد ریشه واژ گان پارسی در زبان عربی و انگلیسی بررسی‌های وسیعی انجام شده که به چند مورد اشاره می‌شود: لازم است ذکر شود که زبان‌شناسان در ریشه‌شناسی واژگان به مبحث تغییرات و ریشه‌یابی معنی و مفهوم واژگان در دوره‌های مختلف تاریخی می‌پردازند و تغییرات واژگان را در انتقال شفاهی و کتبی از یک زبان به زبان دیگر بررسی می‌کنند؛ زیرا تأثیر زبان‌ها متقابل است. چرا زبان فارسی و عربی بر یکدیگر تأثیر گذاشته‌اند؟ زیرا عرب‌ها حدود ۴۰۰ سال در ایران حضور فیزیکی داشتند و تا دورهٔ انقلاب مشروطه متن‌های مهم به زبان عربی شبیه به فارسی نوشته می‌شد و از سوی دیگر ایرانیان در ایجاد و ساختار زبان عربی نقش مهمی داشتند.
در زبان عربی نیز واژگان بسیار زیادی وجود دارد که به آن‌ها «معربات» یعنی عربی شده‌ها می‌گویند. ریشه بسیاری از معربات هنوز ناشناخته است. سازمان استانداردسازی عربی کوشش فراوانی کرده تا ریشهٔ اینگونه کلمات شناسایی شود، اما به دلیل اینکه در عربی‌سازی، واژگان بیگانه به‌طور کامل درهم ریخته می‌شود نمی‌توان به سادگی اینگونه معربات را ریشه‌یابی کرد. گفته می‌شود حدود ۵ هزار واژه معرب از کلمات رایج در زبان فارسی به زبان عربی راه یافته است. از جملهٔ آن‌ها می‌توان به این کلمات اشاره کرد:
- آذریون که معرب آذرگون است و به صورت‌های آذریون و آذرجون هم در شعر عرب آمده است.
- کلمه ابریق که معرب آبریز به معنی تنگ لوله دار، آفتابه و در کتب موسیقی به معنی گردن بر بط نیز به کار رفته است. جمع مکسر آن اباریق است که در قرآن و در شعر عربی به معنی صراحی به کار رفته است.[۱۰]

کتاب "الکلمات الفارسیه فی المعاجم العربیه" حدود ۳ هزار کلمه عربی که از زبان فارسی به عربی راه یافته‌اند را به همراه توضیحات برای هر کلمه آورده است. قبلاً نیز جوالیقی ۸۳۸ کلمه و در کتاب المنجد ۳۲۱ کلمه و ادی شیر، در کتاب واژه‌های فارسی عربی شده، ۱۰۷۴ واژه فارسی را توضیح داده است. فارسی به روش‌های مختلفی بر عربی تأثیر گذاشته است و بسیاری از واژگان عربی را با خود به سایر زبان‌ها از جمله به آسیای مرکزی و شبه قاره هند منقل کرده است. زبان عربی اشتقاقی و قالبی است، عرب‌زبانان از قالب‌های افعال، تفعیل، مفاعله، تفعل، افتعال، انفعال و استفعال بهره می‌برند و با ریختن ریشهٔ واژه در این قالب‌ها که «باب» یا قالب نامیده می‌شوند، واژه می‌سازند. در عربی همین روش را برای ریشه‌های واژه‌های پارسی هم به کار می‌برند. برای نمونه از واژه فارسی زمان، مشتق‌هایی مانند ازمنه، مزمن و زمن ساخته شده است که شناسایی ریشه آن را دشوار می‌کند. . یا مثلاً واژه کادیک به صورت قاضی معرب شده و از آن قضاوت و مقتضی و … ساخته شده است. نمونه‌ای دیگر واژه «مورَخ» به معنی تعیین زمان رویدادها است و در قرآن و عربی پیش از اسلام نبوده و ریشهٔ عربی ندارد. به باور برخی زبان‌شناسان، عرب‌ها «ماه رخ» پارسی (که شکل‌های گوناگون ماه در هر روز را نشان می‌دهد) را، ماروخ گفته‌اند و از آن مورخ و تاریخ را برگرفته‌اند. اما نظر غالب زبان‌شناسان معاصر این است که «مورَخ» اسم مفعول و مورخ با کسر "ر" اسم فاعل از تاریخ است و خود تاریخ عربی شدهٔ "تاریک" است؛ زیرا سخن از گذشته‌ها در تاریکی و ابهام قرار دارد. در مجله "الدراساتُ الأدبیّة» بهار و تابستان ۱۳۴۳. دیدگاه‌های مختلف در مورد واژهٔ تاریخ آورده شده و نظر حمزه اصفهانی در مورد عربی شده از "ماه رخ" یا "تاریک" را بررسی کرده است و نتیجه‌گیری نموده که معرب شده از تاریک به منطق نزدیک‌تر است.
الف- تغییر یا حذف حروف گ. ژ-چ. پ- که عرب‌ها آن‌ها را ندارند مثل چغندر=(شمندر)- گرگان= جرجان-چراغ= سراج-پارس= فارس
ب- تغییر صداهای ناموزون و سنگین مانند سرپوش= طربوش -ابرکوه= ابرقو- آنکارا= آنقره- کنستانتینوپل = قنسطنطنیه- کوردبای = قرطبه و…. عرب زبان‌ها اکثر واژه‌های برگرفته در زبان فارسی را ناچار در برابر قالب‌های گویش خود تغییر داده‌اند و شماری از همین واژه‌ها به‌وسیلهٔ ایشان و کارگزاران ایرانیِ آن‌ها به فارسی وارد شد. چند نمونه از این گروه واژه‌ها مانند: «فیل»، «فردوس»، «ابریق»، «سراج» و «کنز» -"قاضی " و … هستند که به ترتیب از واژه‌های «پیل»، «پردیس»، «آبریز»، «چراغ» و «گنج» "کادیک"و… ساخته شده‌اند؛ و هندسه که از اندازه است.
پ- عربی سازی شمار دیگری از واژه‌های فارسی و راه یافتن آن‌ها به فارسی از الگوی پیچیده‌تری پیروی می‌کند[ . یک نمونه واژهٔ «جنحه» است که در فارسی کنونی کاربرد حقوقی دارد. این واژه از مفرد کردن واژهٔ «جُناح» ساخته شده است، درحالی‌که «جناح» خود عربی شدهٔ از واژهٔ فارسی «گناه» است . واژگانی مانند «بهلوان» (پهلوان) و «مهرجان» (بر گرفته از مهرگان که برای هرگونه جشن بکار می‌رود) در عربی نیز برگرفته از واژگان فارسی هستند
واژه‌هایی مانند برنامه (برنامج)، طازج= تازه، فیروز (پیروز)، تنور (ته نور)، خندق (کندک)، قناة، قلعة (کله- کلات)، منجنیق، اسفناج (اسپناج)، دیوان، برزخ، بلبل، حنا، یاسمین، سرو، عدس، شهی، آجر، گچ (به عربی جص)، خنجر (خونگر)، طربوش (سرپوش)، تاج و تاجر از پارسی گرفته شده‌اند. در اشعار شاعران جاهلی، واژه‌های فارسیِ: انجمن، ارغوان، بربط، بنفشه، بادیه، گلاب، گلستان، دیبا، دهقان، یاسمن، یاقوت، زیر، زبرجد، مرو، آس، مرزنگوش، مهره، مشته، نرگس، سوسن، سمسار، سیه‌سنبل، تاج، تنبور، خبری، خسروانی، چنگ، شاهنشاه و غیره استفاده شده است. به قرآن نیز واژگان پارسی فراوانی راه یافته است؛ که از این دید پر نفوذترین زبان بر ادبیات قرآنی انگاشته می‌شود: دین، سراج (برگرفته از چراغ)، جند (گند:تخم، بیضه)، سجیل (سنگ‌گل)، نمارق (جمع واژه نرمک ایرانی به معنی بالش)، وزیر (از وَچیر پهلوی)، مسک (از مشک پهلوی)، عفریت (از آفرید). از دیگر واژه‌هایی که از پارسی به عربی رفته‌اند می‌توان به: هندسه (برگرفته از اندازه / هَنداچک)، محراب (برگرفته از مهراب) و مسجد (برگرفته از مَزگت) اشاره کرد ..، در ادبیات فارسی از واژگان پارسی ولی با کمک قالب‌های عربی واژگانی ساخته شده که تعدادی از آن‌ها به زبان عربی نیز راه یافته‌اند مانند: استیناف (از نو، درخواست نو و تجدید نظر)، تهویه (از هوا بر وزن تفعیل) وزن توزین و مکلا از کلاه … و … زبان‌های گروه سامی و عربی بخش اعظمی از واژگان خود را از طریق زبان فارسی گرفته‌اند که در مورد عربی به دلیل ماهیت صرفی و قالب‌های متعدد آن واژگان فارسی بیشتر در شکل مفرد و ساده آن قابل رد یابی است و به دلیل ذوب شدن مفردات در قالب‌ها و صیغه‌ها و حذف و اضافه صداها رد یابی آن سخت می‌شود. زبان فارسی از معدود زبان‌های دنیا است که که تقریباً عموم واژگان وام گرفته را می‌تواند بدون دستکاری و بدون حذف آوا و حروف بپذیرد به ویژه کلمات قرانی را بدون هیچ تغییری پذیرفته است مانند: صالح – کاذب – مشرک – کافر و -عذاب … بسیاری از کلمات مشترک فارسی و عربی اگر مورد کنکاش قرار گیرند ریشه فارسی آن معلوم می‌شود به‌طور نمونه تقریباً به ندرت کسی در عربی بودن کلمه نهی - کم (چن؟ چند؟) – جص (گچ) – رباط – بیان - نور- عجم- دارالاخره، تکدی، رجس، نجس یا باکره (پاکیزه) ترجمان تردید کرده است اما در حقیقت همه اینگونه کلمات یا به‌طور کامل فارسی هستند یا معرب شده هستند. صبح از صباح و صباح از پگاه ساخته شده و مصباح و … از آن ساخته شده است. نظر عربی شده «نگر» است انظر- نظر ینظر منظر و … از آن ساخته شده است. خیمه از واژه پهلوی گومه و کیمه (به معنی کلبه) گرفته شده و خیام مخیم خیم یخیم صرف شده است، در مورد واژه گان لاتین نیز گاهی همین‌طور است مانند کلمه کیک (گعک) بالکن (از بالاخانه) – بنانا (موز)، که هر سه کلمه ریشه فارسی دارند. (رفرانس: ویکی‌پدیا :فهرست واژگان عربی با ریشه فارسی).
فارسی و انگلیسی به عنوان دو زبان هندواروپایی واژگان زیادی از زبان نیاکانی هندواروپایی به ارث برده‌اند. بسیاری از این واژگان مشابه شکل مشابهی نیز دارند. برای مثال: فارسی (مادَر) و انگلیسی (مادِر)، فارسی (پدَر) و انگلیسی (فادِر)، فارسی (بَرادَر) و انگلیسی (بِرادِر)، فارسی (نام) و انگلیسی (نِیم).
بسیاری از واژه‌های با ریشهٔ فارسی از مسیرهای متفاوتی به انگلیسی راه پیدا کرده‌اند. برخی از آن‌ها مانند پارادایز (paradise) در دوران روابط فرهنگی میان ایرانیان و یونیان و رومیان باستان به زبان‌های یونانی و لاتین راه یافته و راه خود را تا انگلیسی ادامه داده‌اند. فارسی به عنوان زبان دوم جهان اسلام بسیاری از زبان‌های دنیای مسلمان‌نشین را تحت تأثیر خود قرار داده و واژه‌های آن وارد جهان اسلام شده‌اند.
ایران تا سدهٔ نوزدهم تا حد زیادی برای جهانگردان انگلیسی‌زبان کشف نشده باقی‌مانده بود. فعالیت تجار انگلیسی در بندرها شرق مدیترانه موجب شد تا برخی واژه‌های مرتبط با فرهنگ عثمانی راه خود را به زبان انگلیسی باز کنند. از همین رو بسیاری از واژه‌های در اصل از فارسی از طریق زبان واسط ترکی عثمانی به انگلیسی وارد شود.
بسیاری از واژه‌های فارسی-عربی هم به واسطه زبان اردو در دوران استعمار بریتانیا در هند وارد انگلیسی شدند؛ زیرا فارسی‌زبان بین‌المللی و رسمی هندوستان (پاکستان امروزین و شمال غربی هند امروزین) پیش از حکومت انگلیسی‌ها بود.
برخی واژه‌های فارسی نیز در دوران روابط فرهنگی مورها و مسیحیان در شبه‌جزیره ایبری در سده‌های میانه وارد زبان‌های اروپایی (و در بعضی موارد زبان انگلیسی) شدند و به همین دلیل از زبان عربی به عنوان زبان واسط عبور کرده‌اند.